# Pia Camil
 (octobre 2018).
Pour les articles homonymes, voir Camil.
Pia Camil, née à Mexico en 1980, est une artiste mexicaine dont la pratique principale est la performance. Son travail s'articule autour du thème du travail des femmes dans l'industrie du textile. Ses performances se basent majoritairement sur la participation du public dans un contexte urbain au Mexique.
Ses derniers travaux exposés sont Fade into Black, SCAD Musem of Art (2018), Bara, bara, bara, Dallas Contemporary, Dallas (2017) et Slats, Skins & Shopfittings, Blum & Poe, New York (2016).

## Biographie
Pia Camil est née en 1980 à Mexico, ou elle vit toujours. Elle a obtenu un Bachelor of Fine Arts (BFA) en 2003 à l'École de design de Rhode Island ainsi qu'un (Master of Fine Arts (MFA) en 2008 à l'École des beaux-arts de Slade School à Londres. Elle est retournée à Mexico en 2009 et a formé le groupe El Resplandor (« Le Brillant »)  avec le musicien Esteban Aldrete et l'actrice Ana José Aldrete.

### Distinctions
Pia Camil a reçu plusieurs prix comme la Récompense du programme européen en 2001 (European Honours Program, Palazzo Cenci, Rome). Elle a été également nommée pour le Prix Paul Hamilyn à Londres.

## Œuvre
Pia Camil utilise des outils simples dans ses installations. L'artiste utilise le textile et le vêtement, la vidéo et la céramique pour mettre en lumière les enjeux contemporains du consumérisme et de la globalisation économique. Les galeries d'arts qui l'exposent comme la Nottingham Contemporary estiment que son couvre est "espiègle" grâce à leur caractère participatif et interactif.

### Expositions (extraits)
Expositions solo : 
- Telón de boca, Museo Universitario del Chopo, Mexico City. Commissaire de l'exposition : Itzel Vargas, 2018.
- Split Wall, Nottingham Contemporary, Nottingham, UK. Commissaire de l'exposition : Irene Aristizabal, 2018.
- They, Sultana Gallery, Paris, 2018.
- Fade into black, Savannah College of Art and Design Museum, US, 2018.
- Bara, bara, bara, Dallas Contemporary, Dallas, Texas. Commissaire de l'exposition : Justine Ludwig, 2017.
- Divisor Pirata, NuMu (nuevo museo de arte contemporáneo), Guatemala City, Guatemala, 2016.
- A Pot for A Latch, New Museum, NYC, 2016.
- Skins, Contemporary Arts Center, Cincinnati, 2015.
- The little dog laughed, Blum and Poe, Los Angeles, 2014.
- Espectacular Telón, Sultana Gallery, Paris, France, 2013.
- Cuadrado Negro, Basque museum-center of contemporary art, Vitoria, Spain, 2013.
- El Resplandor, OMR Projects, Mexico City, 2009.
- Pensando en Ti (Thinking of You), site specific intervention in public parking lot, Mexico City, 2004.

Expositions collectives :
- The Domestic Plane: New Perspectives on Tabletop Art Objects, The Aldrich Contemporary Art Museum, Connecticut, US, 2018.
- Women House, National Museum of Women in the Arts, Washington, DC, US, 2018.
- WOMENHOUSE, Monnaie de Paris, Paris, France, 2017.
- Deshechas, Instituto de Visión, Bogotá, Colombia, 2017.
- Home Visit, Museum Ludwig, Cologne, Germany, 2016.
- TXT, Instituto de Visión, Bogotá, Colombia, 2016.
- United States of Latin America, Museum of Contemporary Art Detroit, Commissaire de l'exposition : Pablo Leon de la Barra & Jens Hoffmann, 2015.
- Pangaea II: New Art from Africa and Latin America, Saatchi Gallery, London, 2015.
- Arroz Sem Sal, Silvia Cintra Gallery, Rio de Janeiro, Brazil. Commissaire de l'exposition : Kiki Mazzucchelli, 2014.
- Draft Urbanism, Biennial of the Americas, Denver, Colorado. Commissaire de l'exposition : Carson Chan, 2013.
- No A Trio A, En casa project at La Casa Encendida, Madrid, Spain. Commissaire de l'exposition : Luisa Fuentes Guaza, 2013.
- Popo de Paris, Sultana Gallery, Paris, France, 2012.
- Arteba, Buenos Aires, Argentina, Commissaire de l'exposition : Pablo León de la Barra, 2012.
- Solo Projects Art-Rio, International Contemporary Art Fair of Rio de Janeiro, Brazil, Commissaire de l'exposition : Pablo León de la Barra and Julieta Gonzalez, 2011.
- El Grito, Museo de Arte Contemporáneo de Castilla y León (MUSAC), Spain, Commissaire de l'exposition : Sofia Hernandez Chong Cuy and María Inés Rodríguez, 2011.
- Zona Maco Sur, Mexico City, Curated by Adriano Pedrosa, 2011.
- Mañana, Proyectos Ultravioleta, Guatemala, Commissaire de l'exposition : Beatriz Lopez, 2011.
- El Resplandor performance, Miami Art Basel, Creative Time and Tamayo Museum Mexico City programming for Ocean Front, 2010.
- MACO, Contemporary Art Fair, Mexico City, 2010.
- Artbo, La Central, Colombia, 2009.
- This is not an invitation, it's a presentation, El 52 Gallery Space, Mexico City, Commissaires de l'exposition : Pia Camil en collaboration avec Stefan Brüggeman, 2009.
- Illumination, an Interval project, Manchester, 2008.
- Lanzarote, Keith Talent Gallery, London, 2008.
- Croyances Quotidiennes, Palais Université Robert Schuman, Strasbourg, France, 2008.
- Kate Moss Drawings, Galería de Arte Mexicano, in collaboration with artist Stefan Brüggemann, Mexico City, 2008.
- Taenu, TactileBOSCH Gallery, Cardiff, Wales, 2008.
- Interim Show, Slade School of Fine Art, London, 2007.
- Eventos Sociales, Galería de Arte Mexicano, Mexico City, 2007.
- Turtle, Woburn Studios, The Slade School of Fine Art, London, 2007.
- Cinco: A Multi-Media Exhibition From Five Contemporary Mexican Artists, Black Book Magazine, New York City, 2006.
- Morir de Amor, MUCA Unam (National Autonomous University Museum of Contemporary Art), Mexico City, 2005.
- San Valentín Señorial, audio installation, Hotel Señorial, Mexico City, 2004.
- YIA (Young International Artists), Centro Culturale Rialto Santo Ambrogio, Rome, Italy, 2001.
- Winter and Spring Exhibitions, Palazzo Cenci, Rome, Italy, 2001.

### Publications de catalogues
- Elderton, Louisa et Rebecca Morrill. Vitamin C: Clay and Ceramic in Contemporary Art. London and New York: Phaidon, 2017, p.44-45.
- Hamilton, Julie M. and Lola Kramer. Define Gravity: Sculpture in the Ahmanson Collection. Pinatubo Press, 2017, p.28-29.
- Hernandez, Marco Antonio, ed. ¡Sin techo está pelón!. Texts by Roberto Eibenschutz Hartmann, Michel Blancsube, Randy Walz, and Benjamin Valdivia. Ecatepec de Morelos, Mexico: Fundaci6n Colecci6n Jumex; Guanajuato: Universidad de Guanajuato, 2010.
- Croyances Quotidiennes. Exhibition Catalogue. Strasbourg: Université de Strasbourg, 2008.
- Cué Vega, Ana Laura, ed. Morir de Amor: Permanencia Voluntaria. Mexico: Universidad Nacional Autónoma de México, 2005.

### Articles et revues
- Bonnet, Frédéric. Consumerist Abstraction: Pia Camil." CURA. no. 24 (Winter 2017): 198-201.
- Cocking, Lauren. Mexico City's Best Up-and-Coming Artists and Where to See Their Work. Culture Trip January 30, 2017.
- Green, Kate. Pia Camil: Dallas Contemporary. Frieze 189 (September 2017): 193.
- Kaasgaard, Stinne. Ponchoer, Rockstjerner Og Glaskugler. Eurowoman 3 (February - October 2017): 54-55.
- Stromberg, Matt. For Artists, the U.S.-Mexico Border is Fertile Territory. Artsy, March 7, 2017.
- Wolff, Natasha. Art + Fashion Portfolio: Pia Camil. Editorialist Magazine (Fall/Winter 2017): 130-131.
- 9 Art Events to Attend in New York City This Week. ArtNews, July 5, 2016.
- Cembalest, Robin. Travel the World Without Leaving Home. Wall Street Journal, January 3, 2016.
- Editors' Picks: 7 Art Events to See in New York This Week. Artnet News, July 4, 2016.
- Halperin, Julia, and Victoria Stapley-Brown. Swap Shop: The Stories Behind Six Objects in Pia Camil's New Museum Installation. Art Newspaper, January 7, 2016.
- Herriman, Kat. Threadbare: Pia Camil Pursues Frank Stella in Her New Show at Blum & Poe. Blouin Artinfo, July 12, 2016.
- Indrisek, Scott. 5 Must-See Exhibitions in New York: Pia Camil, Alex Bag, and More. Blouin Artinfo, January 19, 2016.
- Jovanovic, Rozalia. These Are the Top 10 Booths at Art Basel 2016. Artnet News, June 17, 2016.
- Martinique, Elena. Pia Camil Art Show Coming to Blum and Poe. Widewalls.ch, June 30, 2016.
- Pia Camil. New Yorker, August 1, 2016.
- Pía Camil exhibe sus obras en Blum & Poe. La Voz de Michoacán, July 18, 2016.
- Rosenberg, Karen. Artist Pia Camil on Infiltrating Instagram With Her Subversive Takes on Shopping and Other 'Capitalist Strategies.' Artspace, January 23, 2016.
- Sobieski, Elizabeth. Crafts Take A Giant Leap Forward. Huffington Post, July 11, 2016.
- Weisblum, Vida. 8 Things to Do in New York's Art World This Weekend. Observer, July 6, 2016.
- Why to Buy Pia Camil's Wearable Works of Art. Artspace, May 6, 2016.
- 16 Emerging Artists to Watch in 2016. Artsy.net, December 16, 2015.
- Opening Day of Frieze New York 2015 - In Pictures. Guardian, May 14, 2015.
- Phaidon's Frieze NY Interviews: Pia Camil. Phaidon.com, May 2015.
- Indrisek, Scott. Pia Camil Gets into Giving Spirit at New Museum. Blouin ArtInfo, December 14, 2015.
- McGarry, Kevin. 2015's Most Memorable (Sartorial and Experiential) Exhibitions at Frieze New York. T: The New York Times Magazine, May 14, 2015.
- Munro, Cait. Frieze VIPs Go Wild for Pia Camil's Free Ponchos. Artnet News, May 13, 2015.
- Ramos, Filipa. Espectacular. Mousse no. 48 (April/May 2015): 230-237.
- Small, Rachel. Objet dʼArt: Swap at the Museum. Interview, December 17, 2015.
- Zara, Janelle. The Twenty-Five. Cultured (Winter 2015): 121.
- Pia Camil at Blum & Poe. Art Talk. KCRW. Santa Monica, CA: KCRW, July 31, 2014.
- Maric, Bojan. The Little Dog Laughed. Widewalls, July 2014.
- Slenske, Michael. Curtain Call: A Mexican Artist on the World Stage. Modern Painters (July/August 2014): 48-50.
- Stromberg, Matt. Pia Camil: The Little Dog Laughed at Blum & Poe. Daily Serving, August 6, 2014.
- Hoberman, Mara. Another Look at the Loom: Tapestry Art Makes a Comeback in Paris. New York Times, November 27, 2013.
- Jauregui, Gabriela.Pia Camil 'Expectacular Telón' at Sultana, Paris. Mousse, November 16, 2013.